# Walther-Schreiber-Platz (Metro de Berlín)
La estación de metro Walther-Schreiber-Platz es una estación de la línea de metro U9 de Berlín en el límite entre el distrito de Friedenau en el distrito de Tempelhof-Schöneberg y el distrito de Steglitz en el distrito de Steglitz-Zehlendorf. La estación, que fue construida de 1967 a 1969, está ubicada completamente debajo de la Bundesallee que se abre a Walther-Schreiber-Platz. El Schloss-Straßen-Center (SSC) y el Forum Steglitz están en las inmediaciones. La estación se inauguró el 29 de enero de 1971 y hasta septiembre de 1974 formaba el término sur de la entonces línea 9.

## Conexión
En la estación de metro puedes cambiar de tren de la línea U9 a varias líneas de autobús del Berliner Verkehrsbetriebe.